# Calcaribracon pasohensis
Calcaribracon pasohensis är en stekelart som beskrevs av Donald L.J. Quicke 1988. Calcaribracon pasohensis ingår i släktet Calcaribracon och familjen bracksteklar. Inga underarter finns listade.